# Illa Canton
L'illa Canton (en gilbertès Abariringa o transcrit Kanton) és un atol de les illes Fènix, a la república de Kiribati. És l'illa més gran de les Fènix i l'única habitada.

## Geografia
És un atol de 9 km² de superfície terrestre amb una llacuna de 50 km². Està situat a mig camí entre Hawaii i Fiji, a 63 km al nord-oest de l'illa Enderbury, la més propera, i a 1.765 km de la capital de la república. En el cens del 2005 hi havia 41 habitants a la vila de Tebaronga.

## Història
Va ser visitada per diversos baleners nord-americans abans del 1820. El 1824 hi van arribar dos baleners britànics, el Phoenix i el Mary, i es va anomenar Mary Island, o Mary Balcout Island, nom de la dona del propietari. El 1854, el balener Canton va xocar contra els esculls i naufragà. Els supervivents van haver de fer un viatge de 49 dies fins a Guam amb les barques de salvament. També es va anomenar Swallow, però s'ha mantingut el nom del balener Canton pel famós naufragi.
Va ser ocupada per radiooperadors britànics el 1936 i per científics nord-americans i neozelandesos, el 1937, per observar un eclipsi total de Sol. El 1939 es va començar a utilitzar com a escala aèria entre els Estats Units i Nova Zelanda i Austràlia, resultant un aeroport estratègic a la Segona Guerra Mundial quan els japonesos van envair les veïnes illes Gilbert.
Reclamada tant pel Regne Unit com pels Estats Units, des del 1939 va formar part d'un condomini conjunt britànic i nord-americà de les illes Canton i Enderbury. El 1960 es va construir una estació de seguiment de la NASA. Finalment, el 1968, tant britànics com nord-americans van abandonar totes les instal·lacions. El 1979 es va incorporar a la república de Kiribati en assolir la independència.